# Westward the course of empire takes its way

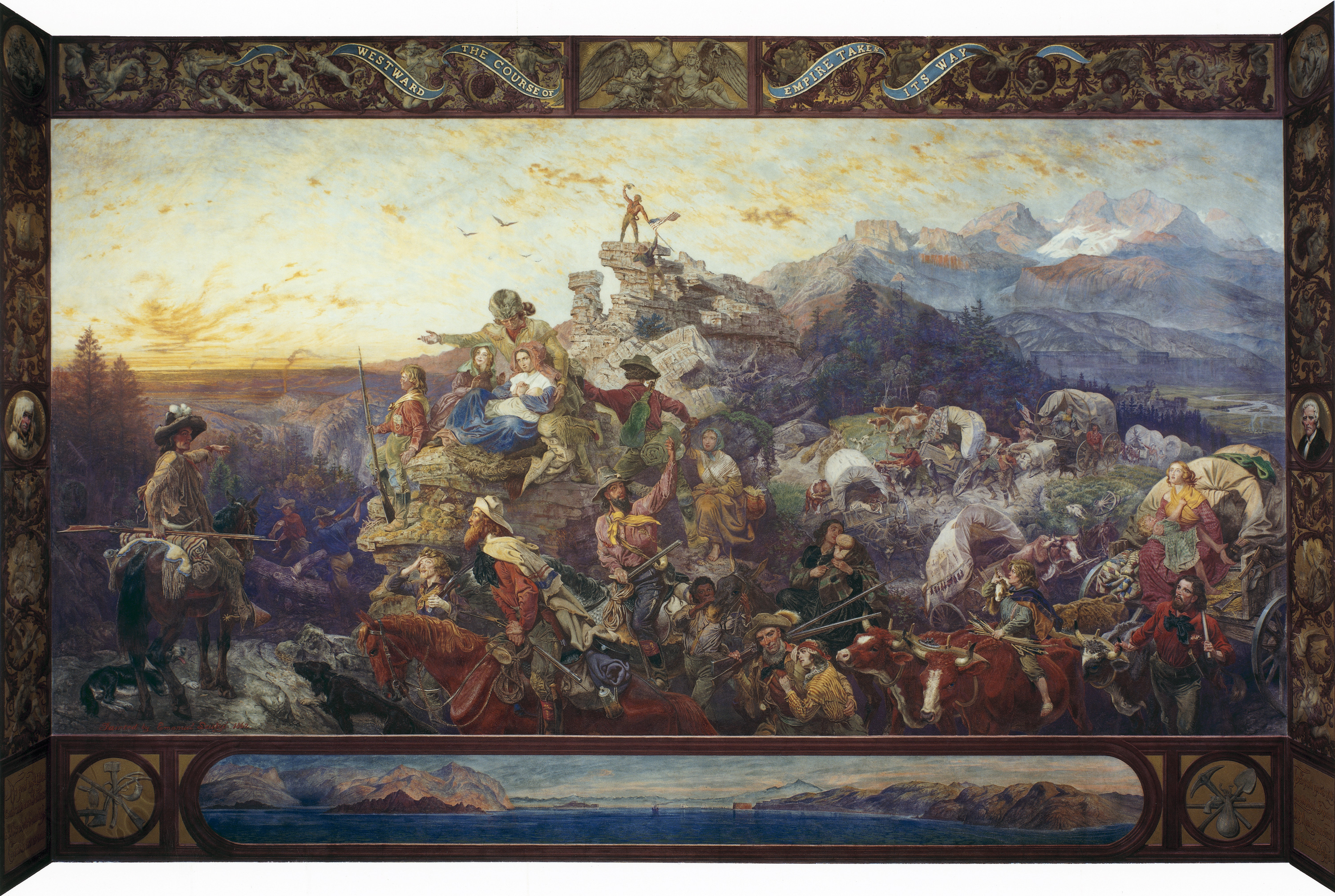
Westward the Course of Empire Takes Its Way von Emanuel Leutze, oben eine Szene mit Siedlern bei der Überquerung der Rocky Mountains, unten ein Panoramabild der noch unberührten Bucht von San Francisco

Westward the course of empire takes its way („Westwärts nimmt der Gang des Weltreiches seinen Lauf“) ist ein Zitat aus dem Gedicht On the Prospect of Planting Arts and Learning in America (1726) des irischen Bischofs und Philosophen George Berkeley, das in den USA zum geflügelten Wort geworden ist. Ursprünglich träumte Berkeley von der Errichtung einer Musteruniversität auf den Bermudas. Im 19. Jahrhundert wurden seine Zeilen in den USA zu einer der ideologischen Grundlagen der territorialen Expansion des Landes und somit des Konzepts der Manifest Destiny.
Thomas Cole nannte einen 1833 bis 1836 entstandenen Bilderzyklus The Course of Empire. Der Historiker George Bancroft stellte das Zitat 1834 seiner History of the United States voran. Emanuel Leutze wählte es als Titel für sein monumentales Wandgemälde im Washingtoner Kapitol, David Foster Wallace 1990 für eine Novelle, die im Band Girl with Curious Hair („Kleines Mädchen mit komischen Haaren“) enthalten ist. Die am westlichen Rand des Kontinents gelegene Universitätsstadt Berkeley (Kalifornien) ist wegen des bekannten Gedichts nach Bischof Berkeley benannt.